# Riccardo Cucciolla
Riccardo Cucciolla (Bari, 5 settembre 1924 – Roma, 17 settembre 1999) è stato un attore, doppiatore e direttore del doppiaggio italiano.

## Biografia

### La carriera da attore
Carattere schivo, lontano dalla vita mondana, viso scavato e sofferto fin da giovane, occhi infossati e sguardo penetrante, Riccardo Cucciolla fu scoperto dal grande pubblico nel 1971 come protagonista di una pellicola di successo, Sacco e Vanzetti di Giuliano Montaldo, regista che lo aveva già notato e diretto precedentemente nel suo film Ad ogni costo (1967). Fu proprio grazie alla sua toccante ed intensa interpretazione di Nicola Sacco, al fianco di Gian Maria Volonté nei panni di Bartolomeo Vanzetti, che venne insignito al Festival di Cannes del 1971 del premio per la miglior interpretazione maschile.
Negli anni successivi fu un interprete sempre più apprezzato dalla critica e lavorò contemporaneamente in Italia e all'estero, collaborando con registi francesi di grande talento in film di altrettanto successo, come Notte sulla città (1972) di Jean-Pierre Melville, al fianco di Richard Crenna, e Borsalino and Co. (1974) di Jacques Deray, contrapponendosi nelle vesti del gangster italiano Volpone al protagonista Alain Delon.
Sempre nel 1974, il regista Mario Bava lo scritturò nel suo Cani arrabbiati (anche noto come Semaforo rosso e uscito solo 20 anni dopo, nel 1995), dove Cucciolla vestì i panni di un uomo di mezza età che, mentre sta portando il figlioletto malato all'ospedale, viene preso in ostaggio nella sua auto da un gruppo di sadici criminali. Con Giuliano Montaldo, il regista che lo consacrò grazie a Sacco e Vanzetti, rifiutandosi di ingaggiare al suo posto Yves Montand, Cucciolla collaborò nuovamente nel 1982 nello sceneggiato televisivo Marco Polo, nella parte di Zio Zane. Altrettanto numerose e importanti le partecipazioni a romanzi sceneggiati, serie e fiction per la TV, dal primo celebre teleromanzo L'isola del tesoro nel 1959, fino alla sua ultima apparizione nel 1999, pochi mesi prima di morire, in Morte di una ragazza perbene.

### Il doppiaggio
Svolse anche l'attività di doppiatore cinematografico: per molti anni doppiò Roger Moore e numerosi altri celebri attori stranieri, resi inconfondibili in Italia dalla sua voce. Numerosi i lavori nella prosa radiofonica Rai, sino dalla metà degli anni quaranta, sia nelle commedie, che nei radiodrammi, all'interno della Compagnia di Prosa di Radio Roma. Venne inoltre scelto da numerosi registi italiani per dirigere il doppiaggio dei loro film: Cucciolla diresse infatti il doppiaggio di Novecento (1976) di Bernardo Bertolucci, E la nave va (1983) di Federico Fellini, C'era una volta in America (1984) di Sergio Leone, nonché della miniserie La piovra (1984) e del film L'inchiesta (1986), entrambi di Damiano Damiani. Cucciolla fu inoltre voce narrante del quinto episodio della serie di film su Don Camillo: Il compagno don Camillo (1965).

### Morte
Morì a Roma il 17 settembre 1999, all'età di 75 anni. Riposa nella tomba di famiglia al cimitero Flaminio.

## Filmografia

### Cinema
- La roccia incantata, regia di Giulio Morelli (1949)
- La domenica della buona gente, regia di Anton Giulio Majano (1953)
- Il seduttore, regia di Franco Rossi (1954)
- Rascel-Fifì, regia di Guido Leoni (1957)
- L'amore primitivo, regia di Luigi Scattini (1964)
- Italiani, brava gente, regia di Giuseppe De Santis (1964)
- La bugiarda, regia di Luigi Comencini (1965)
- Ad ogni costo, regia di Giuliano Montaldo (1967)
- I sette fratelli Cervi, regia di Gianni Puccini (1968)
- Roma come Chicago, regia di Alberto De Martino (1968)
- La rivoluzione sessuale, regia di Riccardo Ghione (1968)
- Una sull'altra, regia di Lucio Fulci (1969)
- Sacco e Vanzetti, regia di Giuliano Montaldo (1971)
- L'istruttoria è chiusa: dimentichi, regia di Damiano Damiani (1971)
- Siamo tutti in libertà provvisoria, regia di Manlio Scarpelli (1971)
- La violenza: quinto potere, regia di Florestano Vancini (1972)
- Un apprezzato professionista di sicuro avvenire, regia di Giuseppe De Santis (1972)
- Notte sulla città, regia di Jean-Pierre Melville (1972)
- Incensurato provata disonestà carriera assicurata cercasi, regia di Marcello Baldi (1972)
- Il delitto Matteotti, regia di Florestano Vancini (1973)
- No. Il caso è felicemente risolto, regia di Vittorio Salerno (1973)
- Paolo il caldo, regia di Marco Vicario (1973)
- 24 ore... non un minuto di più, regia di Franco Bottari (1973)
- Cugini carnali, regia di Sergio Martino (1974)
- Ultimatum alla polizia (Par le sang des autres), regia di Marc Simenon (1974)
- Borsalino and Co., regia di Jacques Deray (1974)
- Cani arrabbiati, regia di Mario Bava (1974)
- L'ultimo giorno di scuola prima delle vacanze di Natale, regia di Gian Vittorio Baldi (1975)
- Faccia di spia, regia di Giuseppe Ferrara (1975)
- Codice 215: Valparaiso non risponde, regia di Helvio Soto (1975)
- Il fratello, regia di Massimo Mida (1975)
- La linea del fiume, regia di Aldo Scavarda (1976)
- Dedicato a una stella, regia di Luigi Cozzi (1976)
- Pronto ad uccidere, regia di Franco Prosperi (1976)
- Antonio Gramsci - I giorni del carcere, regia di Lino Del Fra (1977)
- Turi e i Paladini, regia di Angelo D'Alessandro (1979)
- Nella città perduta di Sarzana, regia di Luigi Faccini (1980)
- Il ragazzo di Ebalus, regia di Giuseppe Schito (1984)
- Assisi Underground, regia di Alexander Ramati (1985)
- Una casa in bilico, regia di Antonietta De Lillo e Giorgio Magliulo (1986)
- Il coraggio di parlare, regia di Leandro Castellani (1987)
- La gialla farfalla, episodio di 32 dicembre, regia di Luciano De Crescenzo (1988)
- Il segreto dell'uomo solitario, regia di Ernesto Guida (1988)
- Vanille fraise, regia di Gérard Oury (1989)
- Pizza Colonia, regia di Klaus Emmerich (1991)
- L'Affaire, regia di Sergio Gobbi (1994)
- Lucky Punch, regia di Dominique Ladoge (1996)
- Fratello del nostro Dio, regia di Krzysztof Zanussi (1997)

### Televisione
- Notte sull'Atlantico di Leslie Reade, regia di Daniele D'Anza, trasmessa il 5 marzo 1958.
- L'isola del tesoro, regia di Anton Giulio Majano – miniserie TV (1959)
- Giallo club - Invito al poliziesco – serie TV, 2 episodi (1960)
- La trincea – film TV (1961)
- Quinta colonna, regia di Vittorio Cottafavi – miniserie TV (1966)
- Francesco d'Assisi – miniserie TV (1966)
- La Fantarca (opera)La Fantarca – film TV (1966)
- Il processo di Savona – film TV (1967)
- 1898: processo a Don Albertario – film TV (1967)
- Dossier Mata Hari, regia di Mario Landi – miniserie TV (1967)
- Il segreto di Luca, regia di Ottavio Spadaro – miniserie TV (1969)
- Intolerance: il caso Liuzzo – film TV (1969)
- Eneide – serie TV, solo voce (1971)
- L'avventura d'un povero cristiano – film TV (1974)
- Racconti di fantascienza – serie TV, 1 episodio (1979)
- Sophia Loren: Her Own Story – film TV (1980)
- Marco Polo, regia di Giuliano Montaldo – miniserie TV (1982)
- Innamorarsi a cinquant'anni – film TV (serie Lettere al direttore) (1982)
- Il boss – miniserie TV (1986)
- Affari di famiglia – film TV (1986)
- Tout est dans la fin – film TV (1987)
- Una lepre con la faccia di bambina – miniserie TV (1989)
- La vallée des espoirs – miniserie TV (1989)
- Les dossiers secrets de l'inspecteur Lavardin – serie TV, 1 episodio (1989)
- La piovra 5 - Il cuore del problema – miniserie TV (1990)
- Vento di mare – film TV (1991)
- Die Ringe des Saturn – film TV (1992)
- Le château des oliviers – miniserie TV (1993)
- Maximum Exposure – miniserie TV (1993)
- Nemici intimi – film TV (1994)
- La voce del cuore – miniserie TV (1995)
- Il maresciallo Rocca – serie TV, 1 episodio (1996)
- Il caso Bebawi, regia di Valerio Jalongo (1996)
- Blinde Augen klagen an – film TV (1996)
- La dottoressa Giò – miniserie TV (1997)
- Il nostro piccolo angelo – film TV (1997)
- La dottoressa Giò 2 – miniserie TV (1998)
- Morte di una ragazza perbene – film TV (1999)

## Doppiaggio
- Claudio Villa in Serenata amara, Serenata per 16 bionde, Sette canzoni per sette sorelle, Canzone proibita, Primo applauso, C'è un sentiero nel cielo, Buongiorno primo amore!, La canzone del destino, La banda del buco
- James Caan in Conto alla rovescia, Sfida negli abissi
- Erland Josephson in Sacrificio, Io ho paura, Una donna spezzata
- John Cazale in Il Padrino, Il padrino - Parte II
- Jonathan Pryce in 007 - Il domani non muore mai
- Richard Egan in La ragazza da 20 dollari
- Ian Holm in Un'altra donna
- William Redfield in Il giustiziere della notte
- David Carradine in Questa terra è la mia terra
- Michael Lonsdale in Il giorno dello sciacallo
- William Hopper in La conquista dello spazio
- Warren Stevens in Il pianeta proibito
- Richard Harrison in Il giustiziere dei mari
- Germán Cobos in Susanna tutta panna
- Ken Curtis in Le ali delle aquile
- Ken Stott in The Boxer
- Audie Murphy in La prova del fuoco
- Tom Drake in Coraggio di Lassie
- Bruno Ganz in Il cielo sopra Berlino
- Michel Serrault in Nelly e Mr. Arnaud
- Philippe Noiret in Il frullo del passero
- Jean-Marc Tennberg in Fanfan la Tulipe
- Gérard Blain in I delfini
- Jacques Charrier in Tiro al piccione
- José Luis de Vilallonga in Giulietta degli spiriti
- Akira Nishimura in L'amore scotta a Yokohama
- Akihiko Hirata in Atragon
- Mark Herron in 8½
- Renato Salvatori in Rocco e i suoi fratelli
- Giuliano Gemma in Il ritorno di Ringo
- Adolfo Celi in OK Connery
- Carlo Taranto in Il medico e lo stregone
- Mario Feliciani in Tutti a casa
- Dwight Weist in Il nome della rosa
- William Talman in Perry Mason
- Roger Moore in Il Santo
- Paul Guers in La piovra 2, La piovra 3
- Ben Kingsley in Il segreto del Sahara
- Nicola Arigliano in La grande guerra
- Peter Falk in La storia fantastica
- Voce narrante in I vitelloni, Il compagno don Camillo, Un amore a Roma, L'amore primitivo, Il nome della rosa, I tabù 2 - I miti del mondo, Futurismo e nei documentari dei fratelli Angelo e Alfredo Castiglioni

### Direttore di doppiaggio
Film: La guerra segreta, Novecento, C'era una volta in America, E la nave va, In fuga per tre, Dersu Uzala - Il piccolo uomo delle grandi pianure, Il gatto e il canarino, L'inchiesta, New York Stories, Offret - Sacrificio

## Prosa radiofonica Rai
- Ventiquattro ore felici di Cesare Meano, regia di Pietro Masserano Taricco, trasmessa il 18 aprile 1949.
- Taccuino notturno, radiodramma di Alberto Perrini, regia di Umberto Benedetto, trasmesso il 30 aprile 1949.
- Saggezza di Piero Ottolini, regia di Pietro Masserano Taricco, trasmessa il 13 giugno 1949.
- Corpo 6, radiodramma di Gian Domenico Giagni, regia di Guglielmo Morandi (1949)
- Il contadino morente, radiodramma di Herman Teirlink, regia di Pietro Masserano Taricco, trasmessa il 29 giugno 1950.
- Ho un bel castello, radiocommedia di Georges Neveux, regia di Pietro Masserano Taricco, trasmessa il 6 luglio 1950.
- Ucciderò il mandarino? di Théo Fleischman, regia di Guglielmo Morandi, trasmessa il 3 agosto 1951.
- Il sole non si spegne di Giuseppe Bevilacqua, regia di Anton Giulio Majano, trasmessa il 5 maggio 1952.
- La scarpetta di raso di Paul Claudel, regia di Guglielmo Morandi, trasmessa il 28 maggio 1952.
- Debutto di Sergio Tofano, regia di Guglielmo Morandi, trasmessa il 3 agosto 1952.
- Il Ciclope di Euripide, regia di Guglielmo Morandi, trasmessa il 15 novembre 1952.
- La morte in vacanza di Alberto Casella, regia dell'autore, trasmessa il 10 febbraio 1953.
- Liliom di Ferenc Molnár, regia di Anton Giulio Majano, trasmessa il 31 maggio 1954.
- I nuovi avari di Gian Francesco Luzi, regia di Anton Giulio Majano, trasmessa il 9 febbraio 1955.
- Addio giovinezza! di Sandro Camasio e Nino Oxilia, regia di Umberto Benedetto, trasmessa il 9 agosto 1955.
- La sera del sabato, commedia di Guglielmo Giannini, regia di Anton Giulio Majano, trasmessa il 22 agosto 1955
- Torniamo a Matusalaenmma di G. B. Shaw, regia di Guglielmo Morandi, trasmessa il 9 dicembre 1956.
- Il ventaglio bianco di Hugo von Hofmannsthal, regia di Corrado Pavolini, trasmessa il 10 aprile 1957.
- I Capricci di Marianna, commedia di Alfred de Musset, regia di Guglielmo Morandi, trasmessa 2 luglio 1957.
- Abramo Lincoln in Illinois, commedia di Robert E. Sherwood, regia di Pietro Masserano Taricco, trasmessa il 22 aprile 1958.
- Hyacinth Halvey di Lady Augusta Gregory, regia di Umberto Benedetto, trasmessa il 2 maggio 1958.

## Documentari (parziale)
- Essere donne, regia di Cecilia Mangini (1965) - voce narrante
- Cuneo - Ritratti di una città, regia di Enrico Gras e Mario Craveri (1967) - voce narrante
- Puglia, regia di Folco Quilici, documentario del ciclo L'Italia vista dal cielo (1974)
- Tomboy - I misteri del sesso, regia di Claudio Racca (1977) - voce narrante
- Cari mostri del mare, regia di Bruno Vailati (1977) - voce narrante
- Addio ultimo uomo, regia di Angelo e Alfredo Castiglioni (1978) - voce narrante

## Discografia
- 1961 – Poesie d'amore/Poesie d'amore (Caravan, RA 233)
- 1992 – La foresta incantata (concerto di fiabe)

## Curiosità
- Riccardo Cucciolla doppiò l'unica parola che l'attore Buster Keaton pronunciò nel film Due marines e un generale, cioè Grazie (Thanks, in inglese).

## Riconoscimenti
- Festival di Cannes
  - 1971 – Prix d'interprétation masculine per Sacco e Vanzetti[1]
- Nastro d'argento
  - 1972 – Migliore attore protagonista per Sacco e Vanzetti

- Voci nell'ombra
  - 1998 – Targa "Gualtiero de Angelis" alla carriera